# Tai Po (district)
Le district de Tai Po (en chinois 大埔區) est un des 18 districts de Hong Kong, situé dans les Nouveaux Territoires.
Il doit son nom à Tai Po, bourg d'origine pré-colonial, à partir duquel a été créée une ville nouvelle dans les années 1970. L'ensemble de la ville nouvelle se trouve dans le district dont elle regroupe l'essentiel de sa population, mais dont elle ne constitue qu'une partie du territoire. Le district comprend aussi des espaces montagneux peu habités, en particulier  dans sa partie orientale, séparée de la ville nouvelle par le district de Sha Tin.
La ville historique Tai Po est connue pour son marché (大埔墟), le plus vieux de Hong Kong. Un musée du train rappelle également que c'est à cet endroit qu'au début du XXe siècle, les Chinois arrivaient de Canton par la voie ferroviaire. Il est possible de voir un petit monument en forme de spirale situé dans le Waterfront Park, cadeau symbolisant la rétrocession de 1997 et le retour de Hong Kong à la Chine.

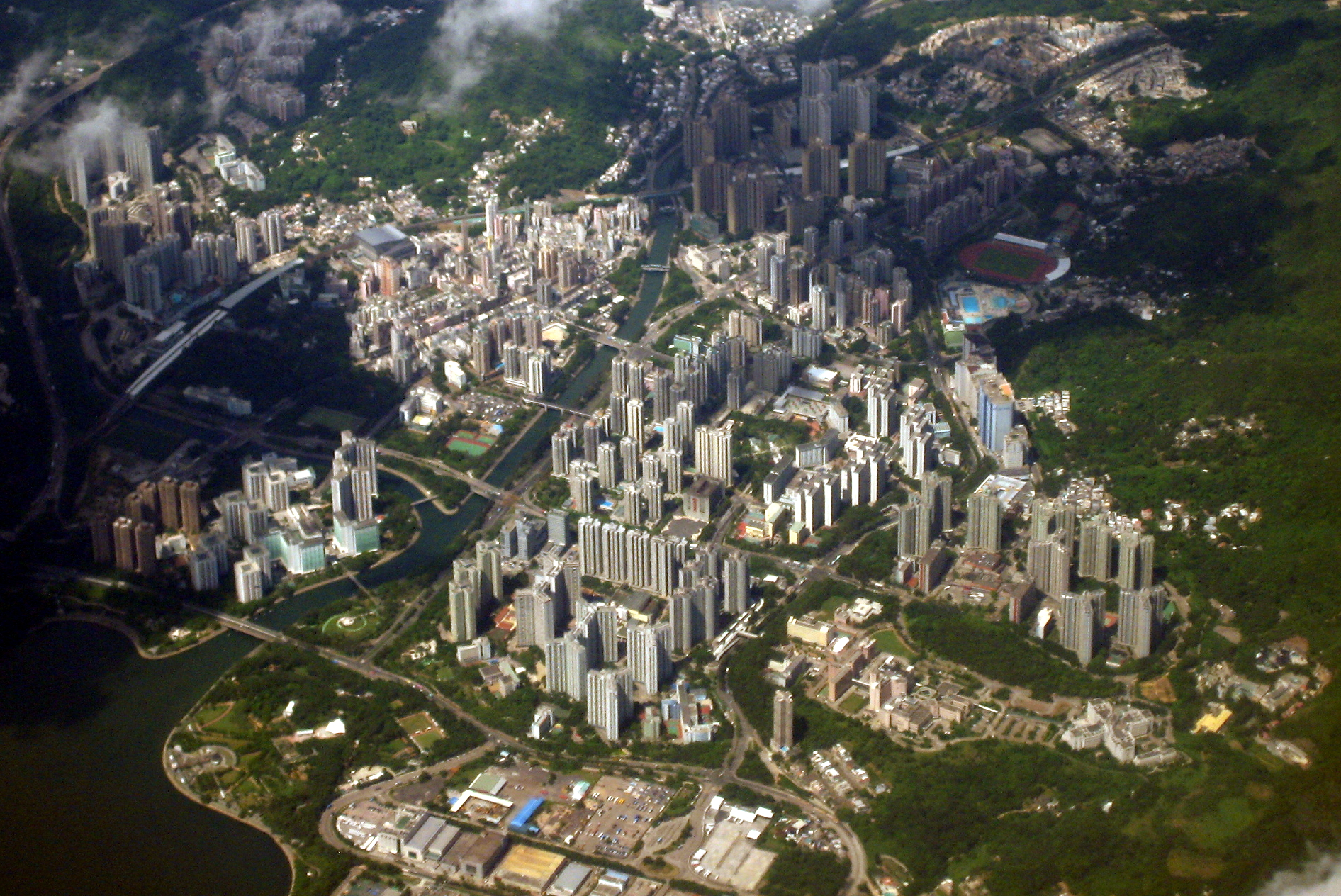
Ville nouvelle de Tai Po vue d'avion.
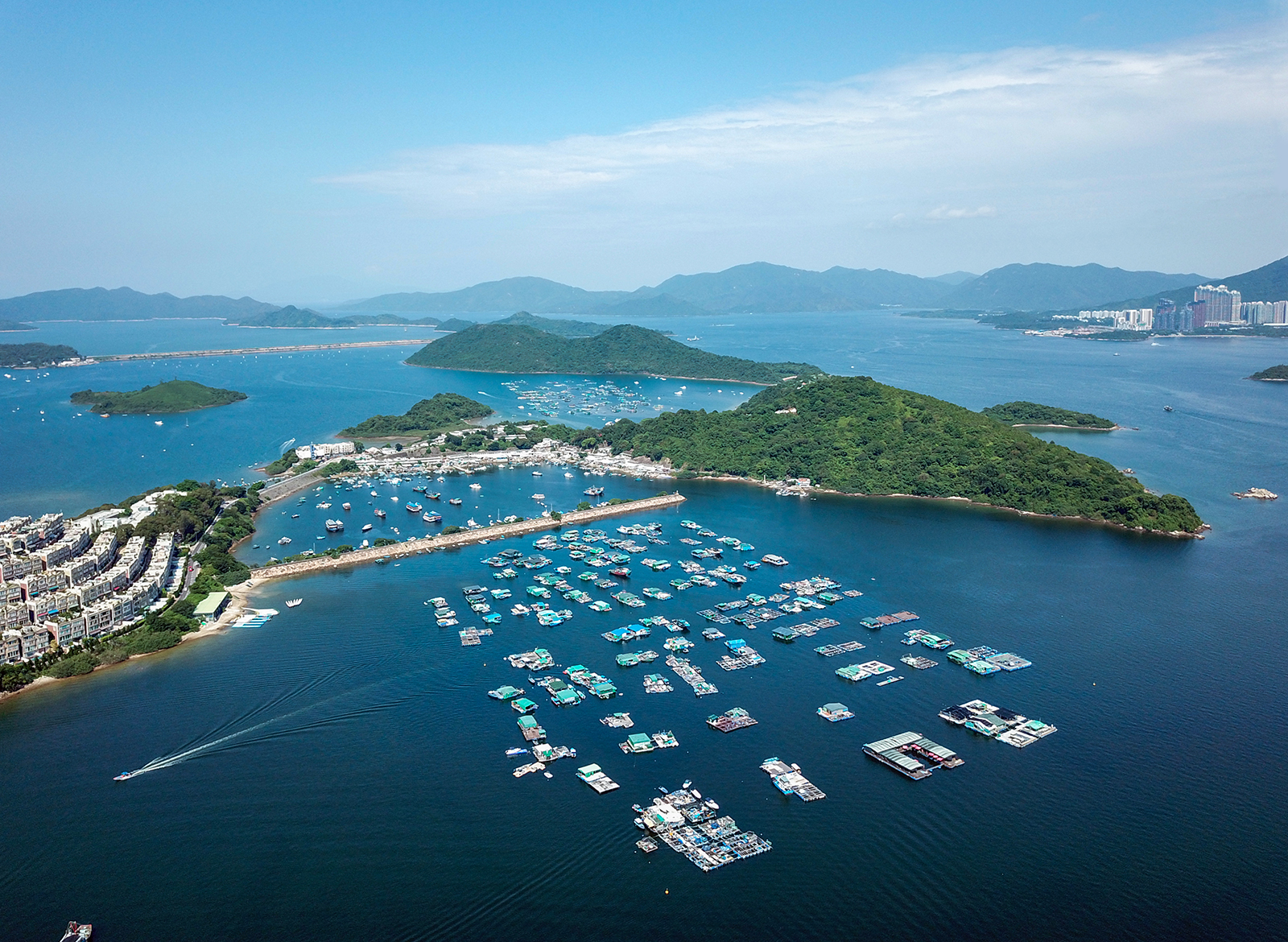
Îles de Sam Mun Tsai et Yim Tin Tsai.
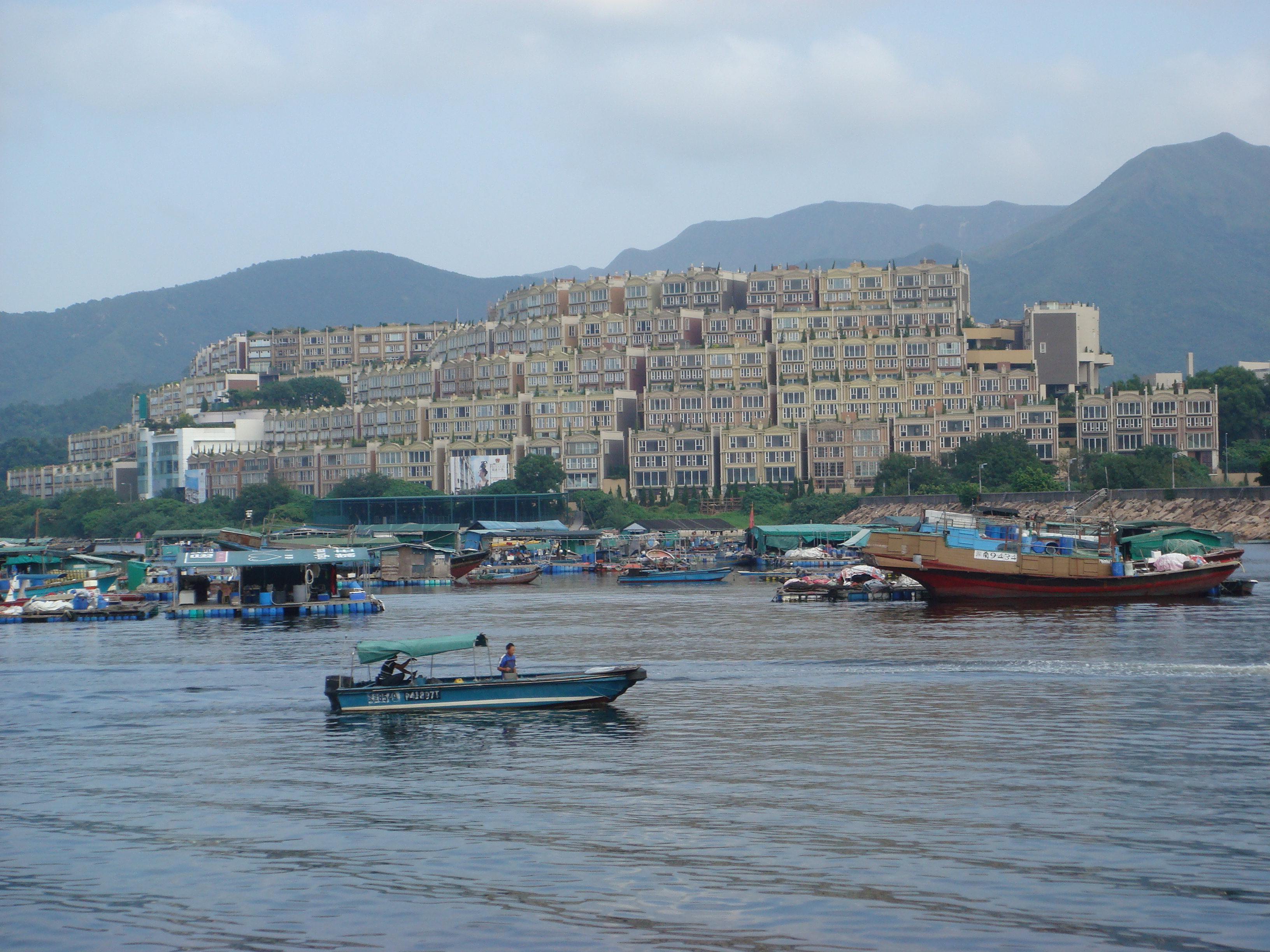
Bateaux de pêche et résidence fermée « The Beverly Hills ».
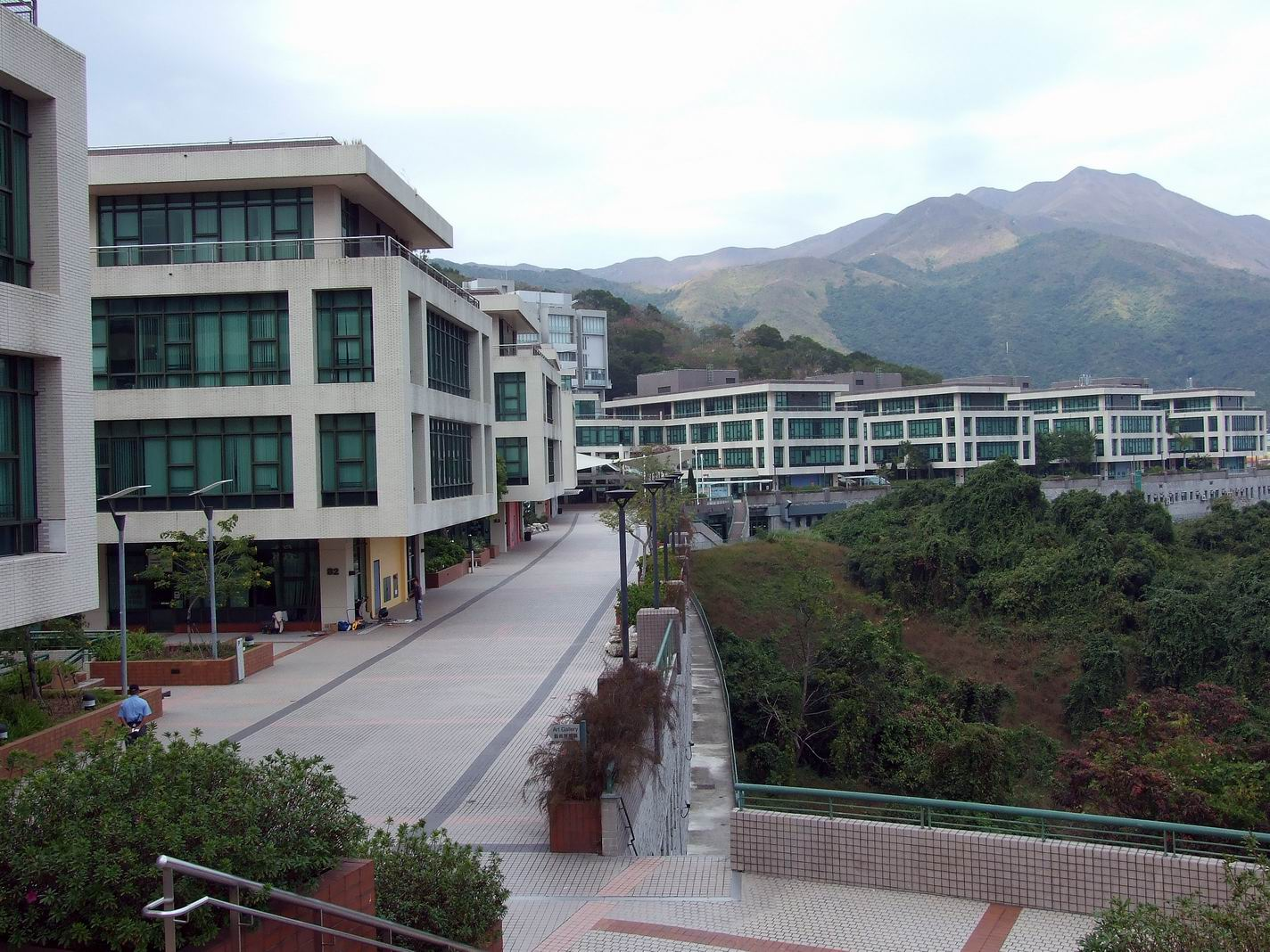
Campus de l'Education University of Hong Kong.
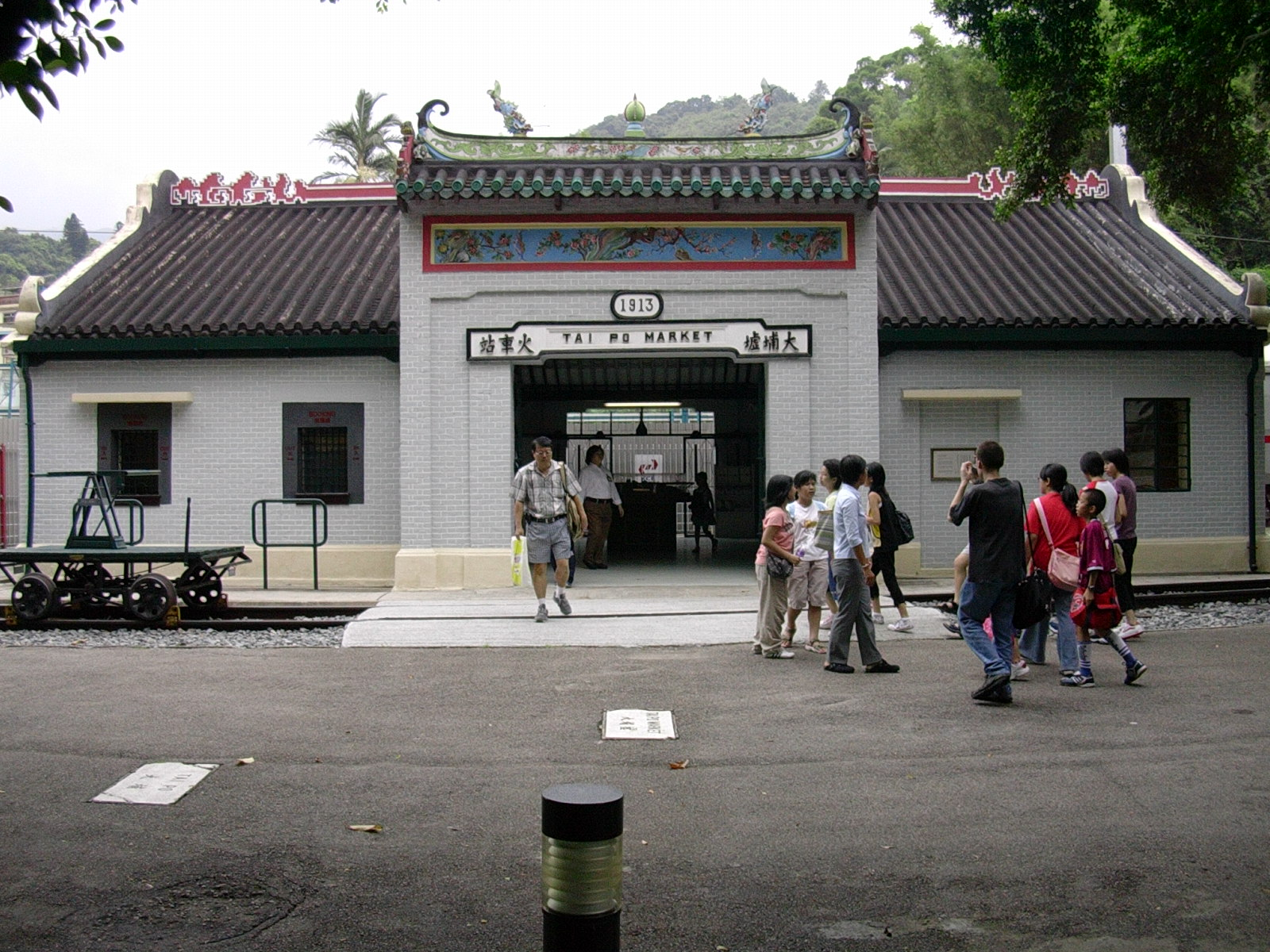
Musée du train de la ville historique de Tai Po.